# Jean Walschaerts

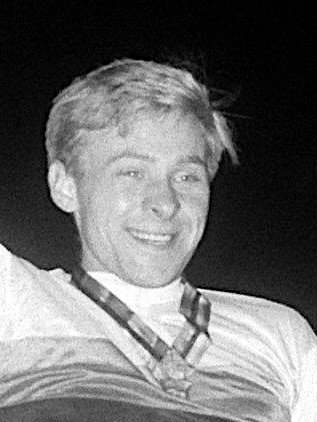
Jean Walschaerts (1963)

Jean Walschaerts (* 19. Mai 1943 in Berchem) ist ein ehemaliger belgischer Radrennfahrer und Weltmeister.
1963 wurde Jean Walschaerts Weltmeister der Amateure in der Einerverfolgung. Im Jahr darauf belegte er bei den UCI-Bahn-Weltmeisterschaften 1964 den zweiten Platz bei den Amateur-Stehern und schied in der Einerverfolgung in der Qualifikation aus. 1965 wurde er Belgischer Meister im Derny-Rennen.
In Antwerpen-Wilrijk wird seit einigen Jahren der Grand Prix Jean Walschaerts für Frauen und Junioren ausgetragen.